# Lazaruskirche (Santiago de Chile)

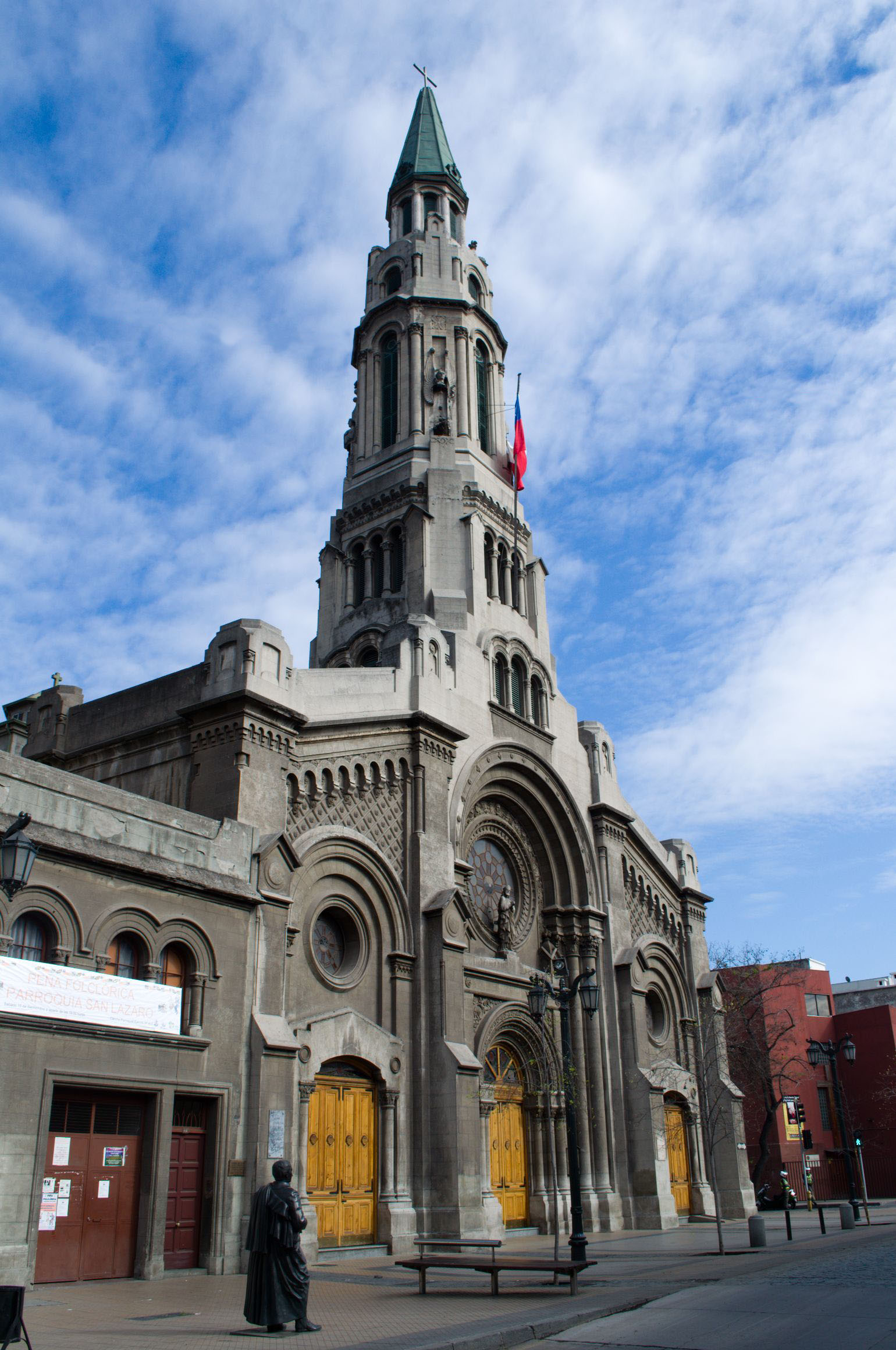
Fassade der Lazaruskirche

Die Lazaruskirche (span. Iglesia de San Lázaro) ist ein römisch-katholisches Gotteshaus im Stadtzentrum der chilenischen Hauptstadt Santiago. Es wurde zwischen 1928 und 1930 erbaut und wird vom Orden der Piaristen (Orden der Regularkleriker der Mutter Gottes der frommen Schulen) betreut. 

## Lage
Die Kirche, die den Status einer Pfarrei besitzt, befindet sich im Herzen des Viertels Ejército Libertador, südlich der Avenida Libertador General Bernardo O’Higgins, die gemeinhin als Alameda bekannt ist. Sie befindet sich vor dem Piwonka-Palast, dem heutigen Rektorat der Diego Portales-Universität.

## Geschichte
Die Lazarus-Kapelle wurde 1575 während der Kolonialzeit Chiles gegründet und befand sich am heutigen Standort der Calle Almirante Barroso. Mit dem Wachstum der Gemeinde sahen sich die kirchlichen Behörden veranlasst, ein größeres Grundstück zu erwerben, um eine neue Kirche zu errichten. Zu diesem Zweck erwarb die römisch-katholische Kirche ein Grundstück an der Kreuzung der heutigen Avenida Ejército Libertador und der Calle Gorbea. Das erste Gotteshaus an diesem Standort wurde 1877 erbaut und blieb bis 1928 in Betrieb, als ein Brand erhebliche Schäden verursachte und der Glockenturm einstürzte. Der anschließende Wiederaufbau wurde von den Architekten Gustavo Monckeberg und José Aracena entworfen, während die Ingenieure Francke und Botinelli für die Bauausführung verantwortlich waren. Die neue Kirche wurde am 15. August 1930, dem Hochfest Mariä Himmelfahrt, feierlich eingeweiht.
1992 wurde die Kirche vom Nationalen Denkmalrat Chiles zum nationalen historischen Denkmal erklärt.
2023 zählte sie zu den fünf beliebtesten römisch-katholischen Kirchen für Trauungen in Santiago.

## Architektur
Nach dem Brand wurde die Kirche unter Erhaltung eines Teils der originalen Mauern, die das Feuer überstanden hatten, wiederaufgebaut. Das Gebäude weist einen neoromanischen Stil mit Elementen des byzantinischen Modernismus auf und zeichnet sich besonders durch die zentrale Kuppel aus.
Die Fassade wird von einem einzigen Glockenturm dominiert, der in drei Abschnitte gegliedert ist und mit vier Engelsfiguren geschmückt ist. Über dem Hauptportal befindet sich die Statue des Schutzpatrons, flankiert von zwei weiteren Darstellungen. Im Inneren ist das Hauptgewölbe mit Fresken verziert, die Episoden aus dem Leben Jesu zeigen. Zudem beherbergt die Kirche eine Holzskulptur namens Cristo de las Trincheras („Christus der Schützengräben“), die von einem chilenischen Flieger aus einem Schützengraben des Ersten Weltkriegs geborgen wurde.
Die Orgel der Kirche wurde vom italienischen Meister Oreste Carlini gebaut und am 20. April 1935 eingeweiht. Derzeit ist sie jedoch außer Betrieb, da sie beim Erdbeben von 1985 beschädigt wurde.

## Galerie

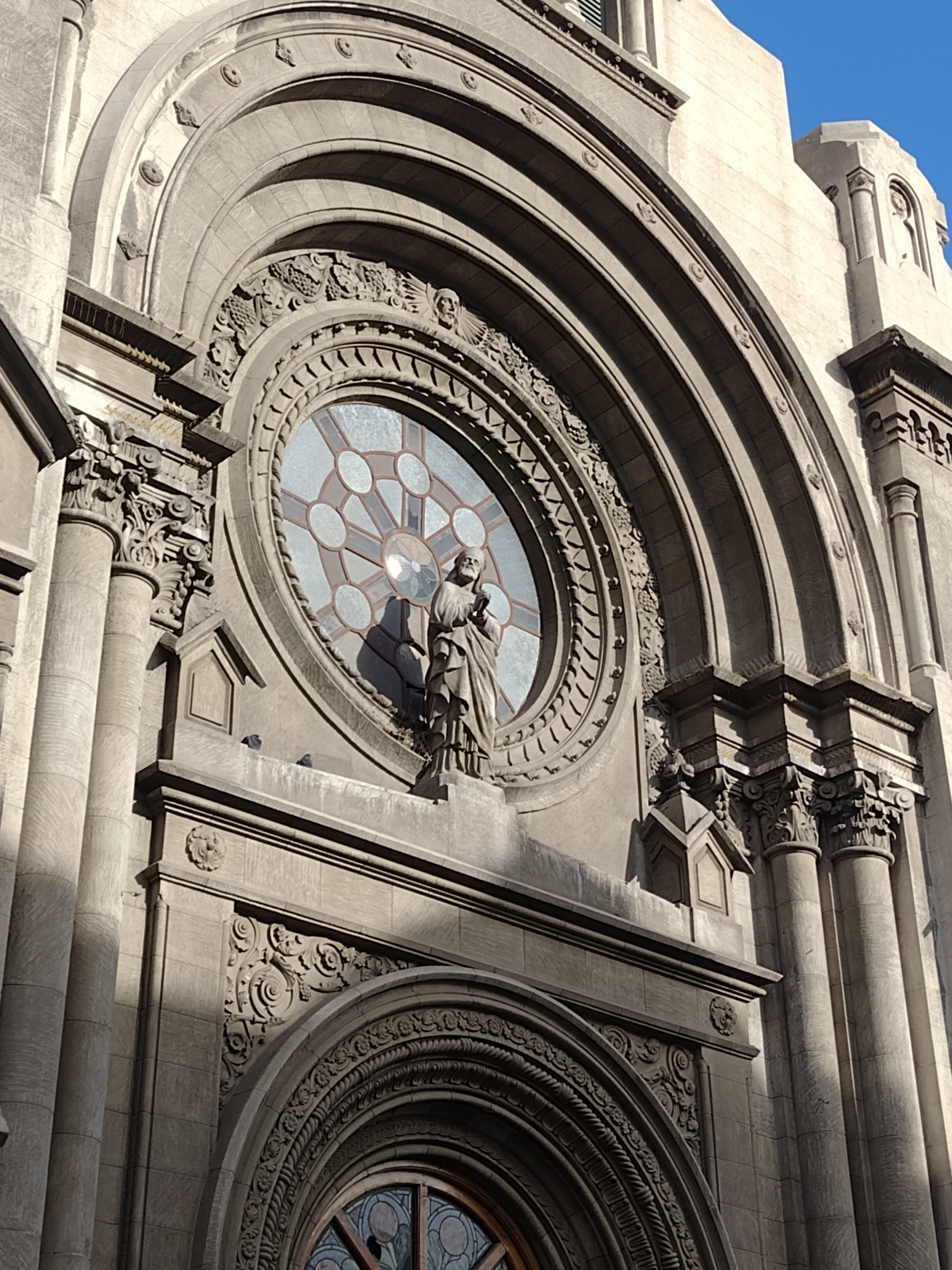
Portikus am Haupteingang
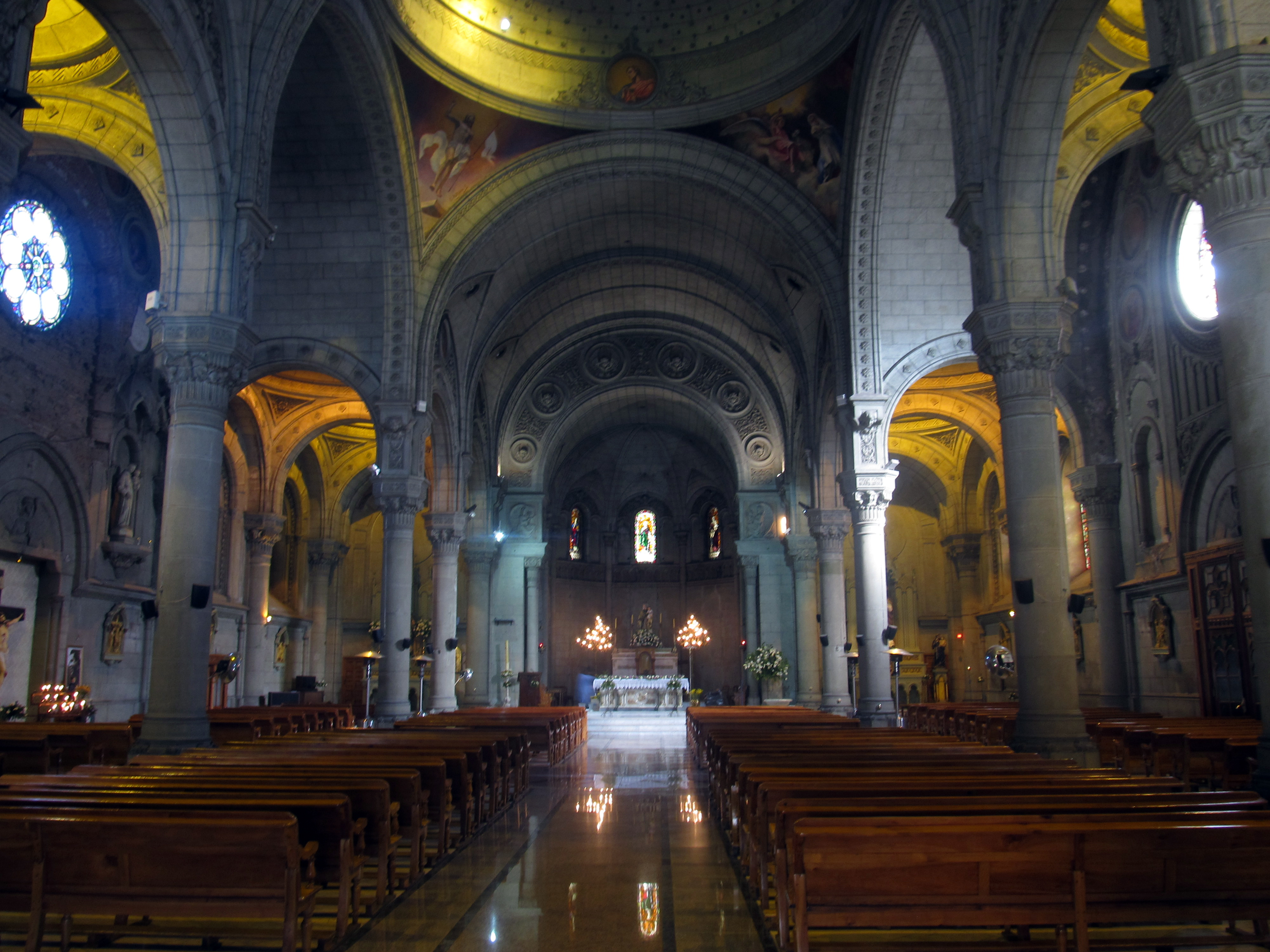
Mittelschiff
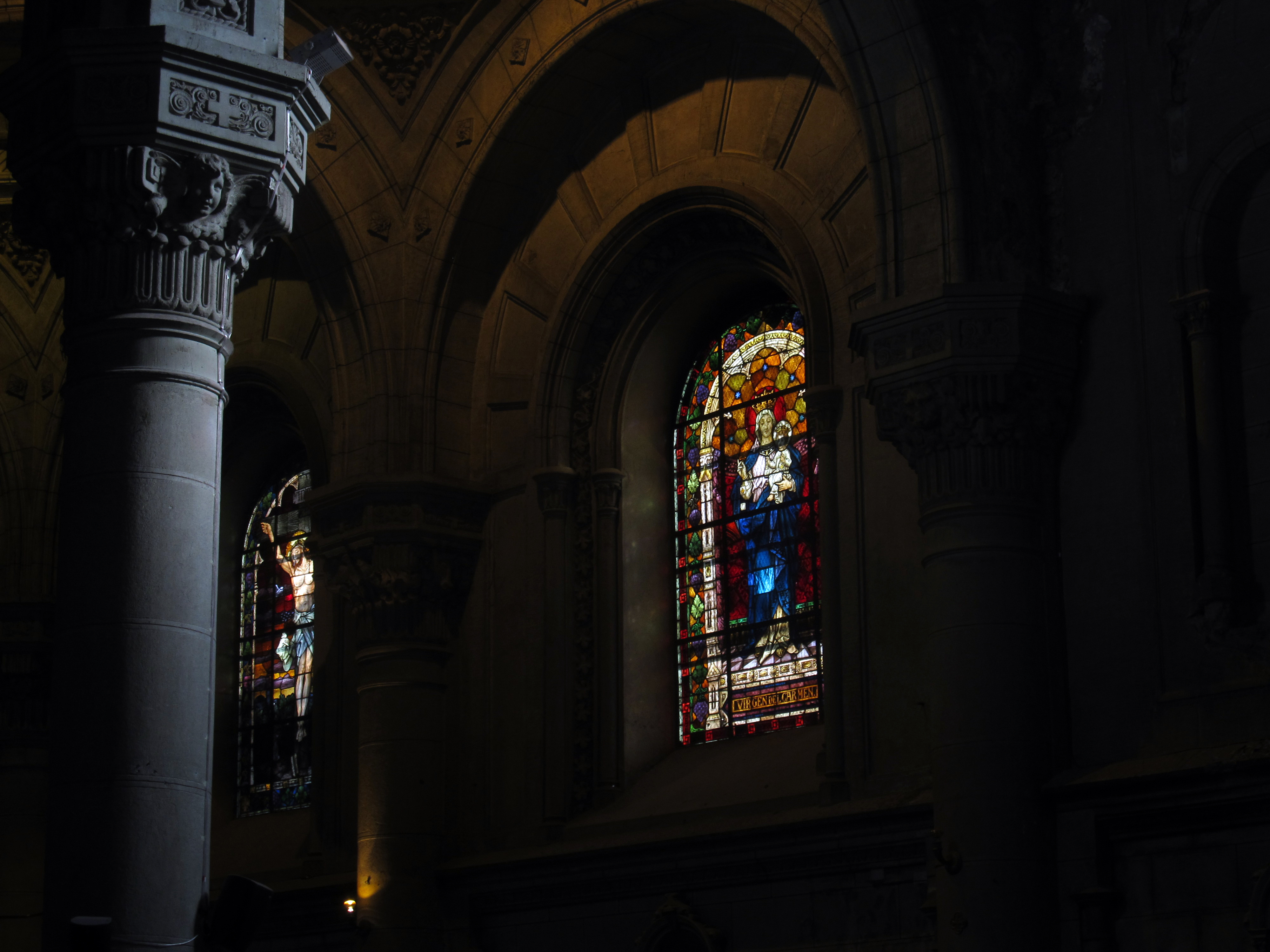
Buntglasfenster im Inneren